# Sant Joan del Pas

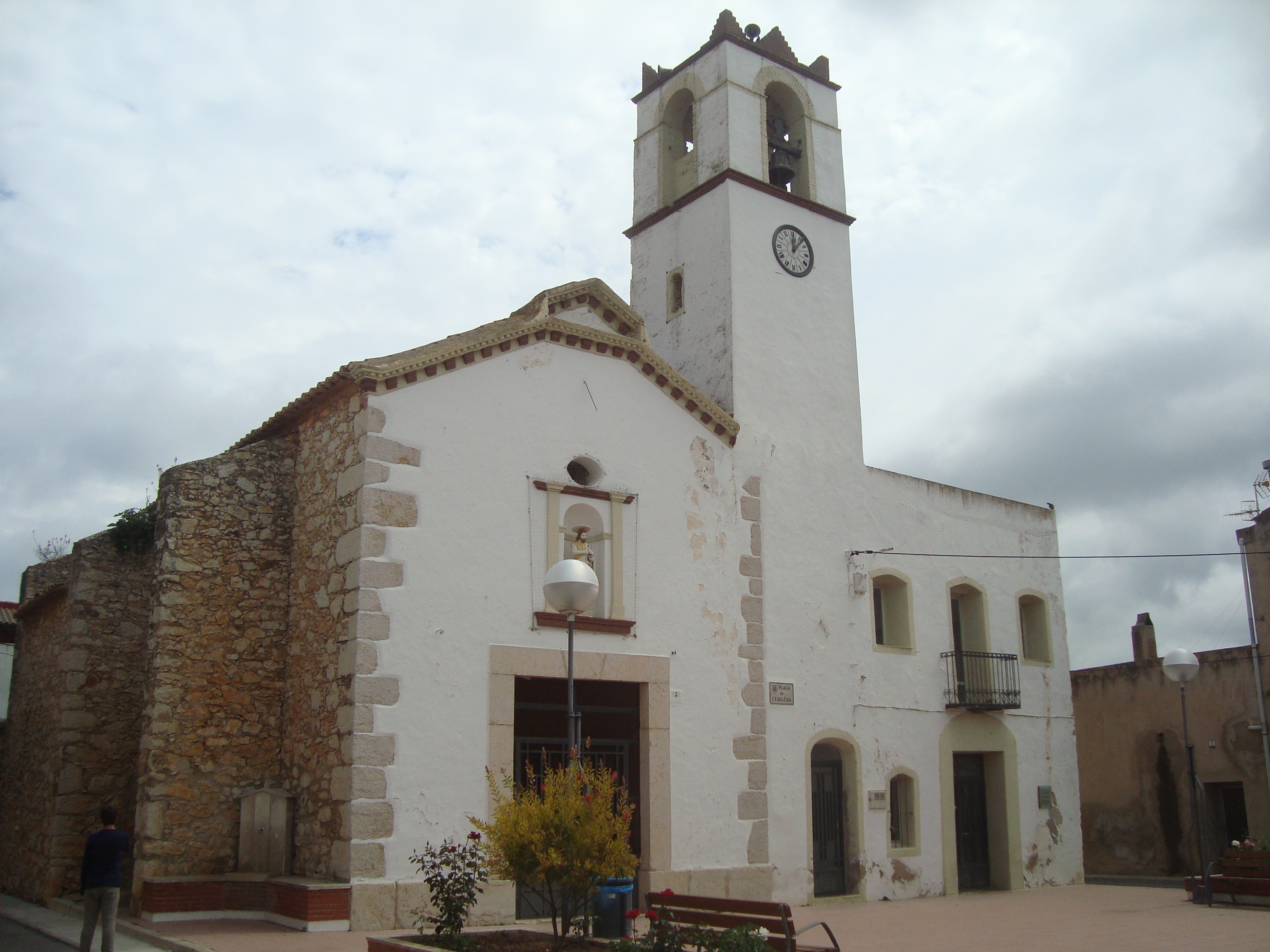
Iglesia de San Juan Bautista (Sant Joan del Pas, Ulldecona)

Sant Joan del Pas es un pueblo del municipio español de Ulldecona, en la provincia catalana de Tarragona. La población actual es de 138 habitantes, de los cuales 50 viven en el núcleo urbano y 88 están diseminados. Está junto al río Sénia, entre el municipio de Ulldecona y la Sénia, entre los kilómetros 4 y 5 de la carretera TV-3319.

## Historia
Otros topónimos usados son simplemente «el Pas» o «el Molí del Pas», este último relacionado con la presencia de un molino antiguo de la Orden de San Juan de Jerusalén. 
Su poblamiento parece estar relacionado con su posición estratégica en relación con el río. Está documentado ya en el siglo XIV y puede identificarse con los Hostalets, antigua posta de camino. Por San Juan del Paso transcurría la antigua vía Augusta y, antes, la vía prerromana de Vía Heraclea. En realidad, el río se puede atravesar fácilmente por dos lugares que coinciden con los dos subnúcleos que forman el barrio: la Raval y los rajolars. 

Tiene la iglesia de San Juan Bautista (rehecha el siglo XVIII y restaurada en el siglo XX). El pueblo dispone de un consultorio médico, centro cívico, zona deportiva y cementerio. Dispone de los servicios de agua, alcantarillado y parada de autobús.

En las fiestas mayores, cada año a finales de junio en torno al día de San Juan, se celebran campeonatos de guiñote.